# Lista de duques da Bretanha
O Ducado da Bretanha foi um estado independente entre 841 e 1532, apesar de sempre ter sofrido influência da França e/ou Inglaterra. Lista-se abaixo a lista de nobres que governaram este ducado.

## Casas de Vannes e Rennes
- Morvan Lez-Breizh, rei dos Bretões (r. c. 818)
- Viomarque, chefe ou rei dos Bretões (r. c. 822 - c. 825)
- Nominoe, conde de Vannes (r. 845 - 851; r. 826 - 845, como vassalo de França)
- Erispoe, conde de Vannes (r. 851 - 857)
- Salomão, rei da Bretanha (r. 857 - 874)
- Pasquitano, conde de Vannes (r. 874 - 877)
- Gurvão, conde de Rennes (r. 874 - 877)
- Judicael, conde de Rennes (r. 877 - 888)
- Alano I, o Grande, conde de Vannes e rei da Bretanha (r. 877 - 907); rei sozinho desde c. 890
- Gurmaelão, conde da Cornualha e príncipe reinante da Bretanha (r. 908 - 913); conde da Cornualha desde c. 907
  - Entre 913 e 937 foram ocupados pelos viquingues da Bretanha e desde 931 também pelo do Ducado da Normandia
- Alano Barba-Torta, duque da Bretanha (r. 936 - 952)
- Drogo, duque da Bretanha (r. 952 - c. 958)
- Hoel I, duque da Bretanha e conde de Nantes (r. c. 960 - 980)
- Guerech, duque da Bretanha e bispo de Nantes (r. c. 980 - 988)
- Alano II, duque da Bretanha e conde de Nantes (r. 988 - 990)

## Casa de Rennes
- Conan I de Rennes (r. 990 - 992)
- Godofredo I de Rennes (r. 992 - 1008)
- Alano III de Rennes (r. 1008 - 1040)
- Conan II de Rennes (r. 1040 - 1066)

## Casa da Cornualha
- Hoel II da Cornualha (r. 1066 - 1084) através da mulher
- Alan IV da Cornualha (r. 1084 - 1112)
- Conan III da Cornualha (r. 1112 - 1148)
- Hoel III da Cornualha (r. 1148 - 1156)
  - com Eudes, Visconde de Porhoet

## Rennes restaurada, Plantageneta e Thouars
- Conan IV de Rennes, o Jovem (r. 1156 - 1166)
- Godofredo Plantageneta (r. 1181 - 1186)
- Constança da Bretanha (r. 1186 - 1196)
- Artur I Plantageneta (r. 1196 - 1203)
- Guido de Thouars (r. 1203 - 1206)
- Rei Filipe II de França (r. 1206 - 1213) como regente de Alice de Thouars)

## Casa de Dreux
- Pedro I de Dreux (r. 1213 - 1237) através da mulher Alice e como regente do filho João
- João I, o Ruivo (r. 1237 - 1286)
- João II (r. 1286 - 1305)
- Artur II (r. 1305 - 1316)
- João III, o Bom (r. 1312 - 1341)

### Guerra da Sucessão da Bretanha(1341-1364)
- Carlos de Blois e Joana de Dreux (r. 1341 - 1364)
  - vs. Duques João IV e João V

## Casa de Montfort
Um ramo da casa de Dreux
- João IV de Montfort (r. 1341 - 1345)
- João V, o Conquistador (r. 1364 - 1399)
- João VI (r. 1399 - 1442)
- Francisco I (r. 1442 - 1450)
- Pedro II (r. 1450 - 1457)
- Artur III (r. 1457 - 1458)
- Francisco II (r. 1458 - 1488)
- Ana da Bretanha (r. 1488 - 1514), rainha consorte de França
- Cláudia de França, esposa de Francisco I, rei da França